# Bandolerismo en Mallorca
El bandolerismo fue un hecho endémico de las sociedades rurales del antiguo régimen, en especial de las mediterráneas. La irrupción periódica del bandidismo solía ir vinculada a hambrunas, pestes o guerras. En las Islas Baleares el bandidismo aparece datado desde tiempos atrás, aunque la primera gran explosión de bandolerismo tuvo lugar como consecuencia de la represión de las Germanías (1520-1521). 
Los desterrados eran las personas que habían sido reclamadas, por medio de bando o de llamamiento, para presentarse ante la corte judicial o constituirse como prisioneros, de aquí viene que desterrado en Mallorca sirva como sinónimo de bandolero.
Por otro lado era frecuente que los bandos nobiliarios organizaran pandillas de bandoleros, las cuales actuaban como ejércitos particulares, cosa que hace que la historia del bandolerismo se confunda parcialmente con los enfrentamientos internos de la oligarquía mallorquina.

## Historia del bandolerismo mallorquín

### Los bandoleros mallorquines delsigloXVI
Durando todo el siglo XVI Mallorca estuvo llena de pequeñas pandillas de desterrados que ayudados por perros de pelea, atacaban viajeros, pandillas enemigas, esclavos fugitivos o piratas. El principal núcleo de bandoleros de este periodo fue el pueblo de Buñola, donde actuaba la pandilla del Borde de Alfabia, probablemente al servicio de la familia Santacília. El aumento demográfico y las hambrunas que se dieron a partir del 1580 causaron un incremento de la conflictividad social. Hubo un número considerable de personas que, para sobrevivir, tuvieron que actuar de forma ilegal, surgiendo como bandoleros. El pequeño ladrón que cometía delitos impulsado por la necesidad, pronto tenía que huir en las montañas y agruparse en pandillas.
Con el chasquido de los Canamunt y los Canavall, las facciones nobiliarias mallorquinas entraron en nuevos enfrentamientos en los cuales podían intervenir pandillas de bandoleros. Destacó la Pandilla de Selva, organizada por Arnau de Santacília y dirigida por el cura Mateu Ferragut, conocido por Boda o el cura Boda, que llegó a reunir más de 30 desterrados y disponía de una infraestructura extendida por toda la isla. En una topada a Lluc quedó en parte disuelta y su capitán, un hermano del cura Boda, fue ejecutado de manera sumarísima, con otros bandoleros. Ferragut decidió vengarse con la ayuda de los Canamunt, asesinando el juez de la Real Audiencia de Mallorca Jaume Joan de Berga. Con la represión que siguió este crimen la pandilla fue disuelta.

### ElsigloXVIIoel siglo de los desterrados
En la década del 1630 vuelven a aparecer una pandilla de bandoleros situada en el entorno de la villa de Selva. La pandilla llegó a encuadrar más de 100 bandoleros y fue dirigida por Llorenç Coll Barona, con el apoyo de Miquel de Santacília. Barona llegó a negociar con el virrey cómo si fuera una autoridad independiente y cuando fue asesinado, su muerte provocó una larga serie de venganzas. En esta época el bandidismo parece muy ligado a la lucha entre Canamunts y Canavalls. La familia de los Santacília estuvo muy relacionada con pandillas importantes, e incluso miembros suyos como Pere de Santacília fueron desterrados activos.
Los bandoleros también aparecen a menudo vinculados a las luchas antiseñoriales. De hecho los principales núcleos de pandillas de bandoleros serían villas donde hubo problemas de esta casta. Los bandoleros intervinieron en Santa Margarita en el enfrentamiento entre el Conde Mal y los aldeanos, tanto en una parte como en la otra. El Conde Mal llegó a contar con más de 100 bandoleros a su servicio.
Hacia el 1660, los bandos de Canamunt y Canavall estaban prácticamente pacificados y había una voluntad general de acabar con las pandillas. Por este motivo el 1666 se emprendió una verdadera campaña militar contra se desterrados que llegó a ser muy efectiva gracias al apoyo de las villas foráneas.

### La Guerra de Sucesión y sus consecuencias
Con la Guerra de Sucesión, botiflers y maulets (felipistas) intentaron rehacer las pandillas para ponerlas a su servicio, pero el final de la guerra y sus consecuencias llevaron a la decadencia del bandolerismo mallorquín. A principios del siglo XVIII, las pandillas volvían a ser pequeñas y parece que jugaban un papel trayendo a los desertores del ejército. De este periodo hay que destacar la figura de Mateu Reus Rotget, que ha dejado impronta en la memoria popular. El 1721 se emprendió otra gran campaña militar en contra de los desterrados. El 1729, con la ejecución de Rotget se cierra una época. A partir de entonces el bandidismo perderá importancia.

## La violencia endémica
Los desterrados mallorquines, en general, forman parte del bandolerismo social, puesto que sus causas no son particulares o personales, sino que nacen de las condiciones de vida y las relaciones sociales existentes en Mallorca. De otra manera no sería comprensible un fenómeno que durante siglos afectó un número tan importante de personas y familias. 
Jaume Serra y Barceló habla de la existencia de un clima de terror. La sociedad mallorquina posterior a la conquista cristiana de 1229 fue una sociedad bastante violenta y en la cual el uso de armas era un hecho cotidiano. Una simple bronca podía acabar de manera trágica. Estas situaciones provocaban una red compleja de comunidades de venganza. La violencia creaba más violencia. Las luchas entre los bandos eran el terreno de cultivo más apto por venganzas y asesinatos. Y no se puede soslayar la situación generada por la reacción señorial de los siglos XVI y XVII, con el intento de establecer nuevas jurisdicciones señoriales y de aumentar la extracción de renta del trabajo labrador.

## Las formas de la persecución de los bandoleros
Las autoridades mallorquinas intentaron a menudo combatir los bandoleros, pero el apoyo que tenían entre las facciones nobiliarias hacía difícil el éxito de las persecuciones. Este fue el caso de los Canamunt y Canavall en el siglo XVII. Las persecuciones más importantes serían las del 1666 y del 1721. Una de las medidas habituales era el destierro fuera de la isla, a menudo a Menorca. A veces se ofrecía la posibilidad al bandolero de prestar un periodo de servicio en los ejércitos reales. Otras veces se ponía precio a su cabeza. Pero la persecución sólo era efectiva si se conseguían romper las redes de solidaridad que proporcionaban a los perseguidos órdenes, víveres, noticias, ropas, armas, etc.
- El destierro. Consistía en colocar a una persona, a través de un bando, fuera de la ley. De este modo el desterrado tenía que abandonar su comunidad de origen. Generalmente, con el destierro se ponía precio a la cabeza del desterrado por lo que este se tenía que refugiar en montañas y garrigas, puesto que ninguna persona le podía dar ayuda, alimentos, medicinas, armas o vestimentas.

- Las recompensas. solía haber un precio para capturarlo vivo y otro si era muerto. Si el desterrado poseía bienes, se subastaban para pagar las recompensas, en caso contrario se pagaban del Real Patrimonio. Por Llorenç Coll Barona se llegaron a ofrecer 1.000 libras (4.000 jornales de trabajo).

- Los comisarios reales. Eran los oficiales reales encargados de perseguir los desterrados. A veces había desterrados que obtenían el nombramiento de comisario para perseguir otros desterrados.

- La paz y tregua. La guerra privada había sido prohibida en Mallorca por Jaume I, pero de hecho se ejercía. hubo paces generales de varias categorías. Su firma solía implicar la salida de la isla de las cabezas de la banderia y de los bandoleros que actuaban como mercenarios.

- El sacramento y homenaje. Era un acto de concordia entre las partes, a veces a tiempo determinado, que se juraba ante el virrey e implicaba fuertes multas a quien lo quebrantase. Solía ir acompañado de un guiaje.

- El guiaje. Era un permiso de libres movimientos que podían obtener los desterrados a cambio de ofrecer determinados servicios a las autoridades (cómo por ejemplo, acontecer comisarios).

- Los fautores. Eran denominadas así las personas que protegían, nutrían y ayudaban los desterrados y que actuaban de puente entre ellos y sus comunidades. La fautoría era considera un delito y en muchas de ocasiones el paso previo al destierro. Los fautores eran perseguidos por las autoridades o, a veces, por las bandas enemigas.

- Refugio en sagrado. El Derecho Canónico reglamentaba que cualquier persona que huyera de la justicia y entrara en un lugar sagrado (iglesia, cementerio o monasterio) no podía ser capturada (derecho de asilo). Este hecho llegó a ser un problema para la iglesia. A los asilos entraban mujeres que cocinaban, bailaban, cantaban y jugaban en lugar sagrado. El caso más notorio fue el de la Sede, donde surgió una pequeña ciudad a las cubiertas. La primera ley contra este derecho se tomó en tiempo de Carlos V y el éxito de las campañas contra los bandoleros sólo fue una realidad cuando los obispos restringieron el privilegio.

- Los caseros. Eran esclavos, criados o locatarios de ciertas casas aristocráticas que se vinculaban a los conflictos de sus señores. A finales del siglo XVI actuaban de puente entre los caballeros y las pandillas. Con el tiempo pasaron a ser los miembros de un bando que actuaban como apoyo de caballeros y bandoleros en lucha. Los fautores y caseros cuando iban con bandoleros tenían que ir desarmados, puesto que de este modo rehuían las penas para ser portadores de armas y guillotinados.

## El armamento
Los desterrados llevaban encima armas diversas: cuchillos, puñales, dagas, arcabuces, pistolas, ballestas, etc. De hecho Jaume Serra atribuye la pacificación posterior a la Guerra de Sucesión al desarme del pueblo. El uso de las armas en Mallorca venía determinado por su situación fronteriza y la existencia de un ejército formado por el pueblo en armas. Las armas determinaron la misma formación de las pandillas de bandoleros. La gran revolución tuvo lugar con la introducción de las armas de fuego unos años antes de las Germanías, pero no entraron a las pandillas hasta la década de 1580.
- Las ballestas. Hasta 1580 fueran la arma por excelencia de los bandoleros. Mallorca  era un importante centro de producción y las ballestas mallorquinas destacaban por su calidad. Utilizaban dardells (pasadores) y a veces las puntas llevaban veneno obtenido de varias sustancias. En el siglo XVII fue totalmente sustituida por la arcabuz.

- Armas de fuego. había diferentes clases de arcabuces: pedreñales, "bufetons", pistolas, etc. Se disparaban con una mecha encendida y este hecho provocaba un olor que podía descubrir a los bandoleros. La introducción de la arcabuz de piedra y de rueda representó una mejora técnica.

- Armas blancas. La más conocida era la espada, que en Mallorca no era exclusiva de los caballeros. Los bandoleros llevaban pero no las utilizaban mucho. Más habituales eran los cuchillos, dagas y puñales. Existía una clase de cuchillo denominado misericordia que se empleaba para rematar los heridos. La aguja espardenyera (una larga aguja curva, a menudo con mango y con un ojo a la punta) era una herramienta de menestral utilizada para cometer asesinatos.

- Los canes de ayuda. Los canes de ayuda fueron una arma habitual en las pandillas de desterrados mallorquines. En el ataque de los corsarios berberiscos en Sóller de 1561, una pandilla de desterrados actuó contra los piratas usando canes de ayuda. Su actuación en favor de los sollericos les valió el indulto real. A partir de 1573 las autoridades adoptaron medidas represoras que acabaron extinguiendo la raza. Eran altos, de pelo oscuro y de ojos rojos. Habían sido usados para cazar bueyes y esclavos fugitivos. También se utilizaban en peleas de perros y toros.